# アンソニー・マッコイ
アンソニー・マッコイ（Anthony McCoy、1987年12月28日 - ）はカリフォルニア州フレズノ出身の元アメリカンフットボール選手。NFLのシアトル・シーホークス、ワシントン・レッドスキンズに所属していた。現役時代のポジションはタイトエンド。

## 経歴
高校ではタイトエンドとワイドレシーバー及びディフェンシブラインマンとしてプレー、最終学年では70回のレシーブで1,210ヤードを獲得、15TDをあげるとともに、ディフェンスでは65タックル、14サックをあげた。
USCに進学した彼は、1年次の2006年は怪我のため、シーズン最初の３試合及びミシガン大学とのローズボウルの4試合の出場にとどまり、レシーブなしに終わった。2年次の2007年には全13試合で控えタイトエンド、スペシャルチームでプレーし、2回のレシーブで18ヤード、1TDをあげた。3年次の2008年には先発に昇格し、22回のレシーブで256ヤードを獲得、1TDをあげた。4年次の2009年には怪我のため2試合に欠場したが、10試合で先発出場した。ボストンカレッジとのシーズン最終戦となったエメラルドボウルでは学業成績を落としたため出場できなかった。この年22回のレシーブで457ヤードを獲得、1TDをあげた。ノートルダム大学戦では5回のレシーブで153ヤードを獲得した。この年カレッジフットボール最高のタイトエンドに与えられるジョン・マッキー賞のセミファイナリストにも残り、パシフィック・テン・カンファレンスのオールチームにも選ばれた。大学4年間で先発23試合を含む40試合に出場し、46回のレシーブで731ヤードを獲得、3TDをあげた。
2010年のNFLドラフトではその年のタイトエンドの有力指名選手の1人となり、6巡で大学時代のヘッドコーチ、ピート・キャロルが指揮するシアトル・シーホークスに指名された。
2010年11月7日のニューヨーク・ジャイアンツ戦でデビュー、2試合に出場した後、ひざの負傷により、11月27日に故障者リスト入りした。
2011年は全16試合に出場、2タイトエンドを用いた際の9試合で先発出場、13回のレシーブで146ヤードを獲得した。
2012年、全16試合に出場、5試合で先発出場した。第2週のダラス・カウボーイズ戦ではキャリアハイの5回のレシーブで22ヤードのTDレシーブをあげた。第4週のセントルイス・ラムズ戦では第4Q残り1分にラッセル・ウィルソンのターゲットなったが、転倒し、相手ディフェンスがボールをインターセプト、シーホークスは13-19で敗れた。58-0で大勝した第14週のアリゾナ・カージナルス戦では24ヤードのTDレシーブ、67ヤードのレシーブを記録、合計105ヤードを獲得した。シーホークスのタイトエンドが100ヤード以上をレシーブで記録したのは、2008年のジョン・カールソン以来で史上4人目の記録となった。第16週のサンフランシスコ・フォーティナイナーズ戦では6ヤードのTDレシーブをあげた。この年、ザック・ミラーに次ぐ第2TEとして、18回のレシーブで291ヤードを獲得、3TDをあげた。2013年5月21日のチーム合同練習中にアキレス腱を部分断裂し、3日後の5月24日に手術を受けた。全治には6ヶ月から9ヶ月かかると診断された。5月28日にいったんウェーバーされたが、その後シーホークスの故障者リスト入りした。

## 人物
ドラフト前、「レシーブ能力は高いが、一歩目のダッシュは遅い」と評価された。また、ランブロックに難がある。